# 浮圖
浮圖或浮屠，為佛教名詞，乃汉语外来词，即「佛陀」（IAST：Buddha）的多种音譯之一。其梵语词根本意爲「已经觉悟」，佛陀即覺者。

## 本義
浮图（浮屠）爲較早譯名，中國歷史上有种种不同的译名，如：佛陀、佛圖、佛徒、浮陀、浮圖、浮屠等等，都是音譯。现代称“佛陀”，簡稱为“佛”，此詞最早見於西域語言譯過来的佛經中，以後才漸漸傳播開来，并取代“浮圖”等譯名。

## 浮圖塔

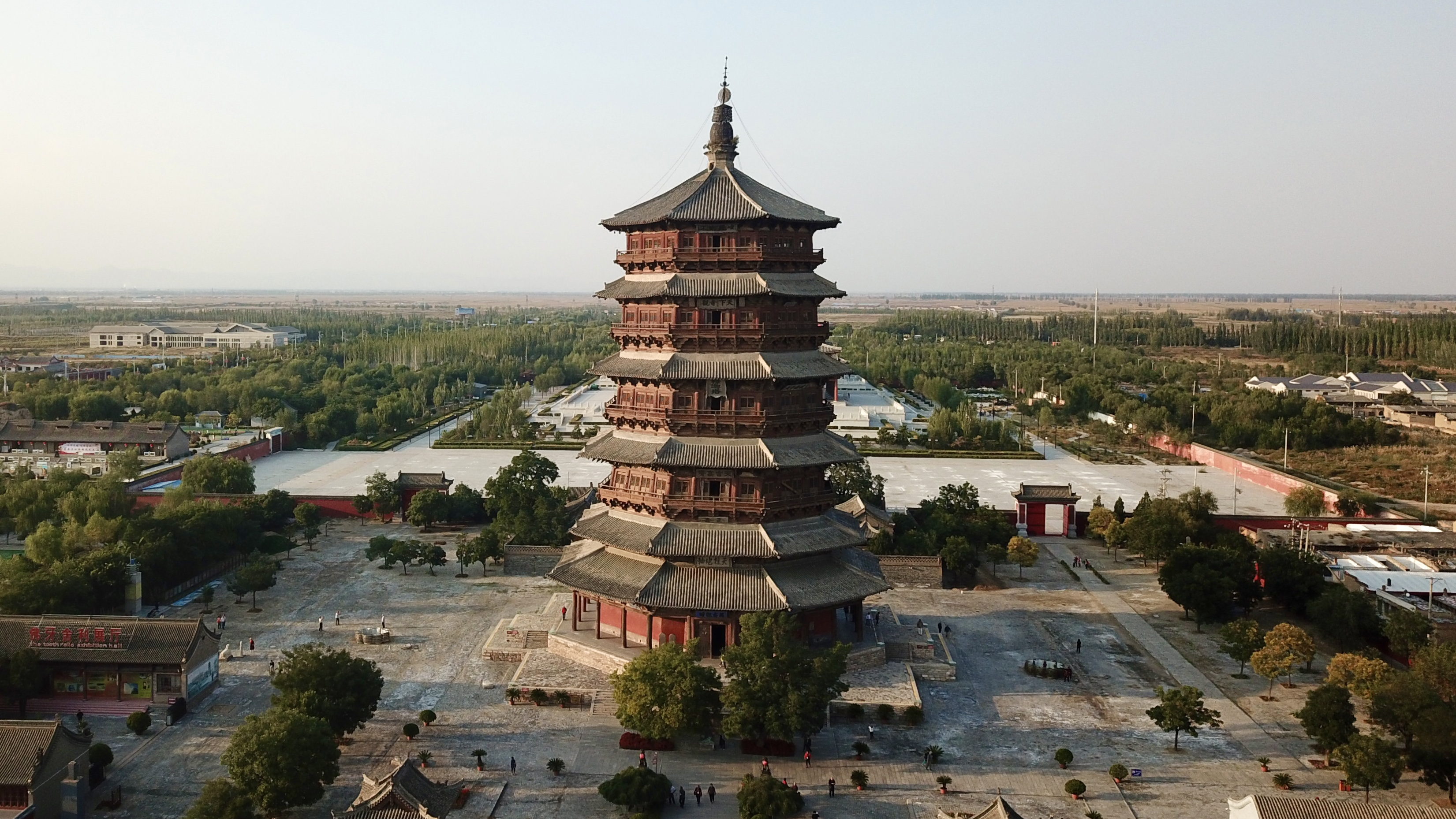
应县木塔，也称佛宫寺释迦塔，为现存木结构佛塔中最典型的一例

佛陀取代浮圖成爲覺者之通用代名後，浮圖一詞多見於浮圖塔（浮屠塔），指窣堵坡（梵文：stūpa）或漢化的佛教塔類建築。
浮圖塔原本爲印度墓地样式塔婆（簡稱「塔」），传入中国後以中国式塔审美和建筑风格加以改造，形成了汉化塔类建筑的样式。供奉佛陀舍利者，爲佛塔；作为僧人的墓地使用者，爲僧塔；供奉储藏佛经者，爲法塔；三者在汉地一般以浮屠塔统称。浮屠塔可以指：
- 塔婆，印度墓地样式。
- 僧塔，爲佛教僧侣圆寂後的墓地样式，见塔#作为墓碑。
- 佛塔，爲佛教供奉佛舍利的汉式塔建筑，见塔#作为崇拜物。
- 法塔，爲佛教供奉储藏三藏经典、舍利、佛像等宝物的汉式塔建筑，见塔#储藏宝物。